# Supermodel Of The Year
Supermodel Of The Year là một chương trình truyền hình thực tế của Ấn Độ, được công chiếu vào ngày 22 tháng 12 năm 2019 trên MTV Ấn Độ vào lúc 7:00 giờ tối (UTC+5:30). Chương trình này là phiên bản thứ ba của Ấn Độ sau India's Next Top Model & Top Model India. Chương trình này bao gồm 10 thí sinh nữ sẽ tranh giành danh hiệu Supermodel Of The Year và tạo cho họ cơ hội để bắt đầu sự nghiệp của mình trong ngành người mẫu.
Mùa đầu tiên của chương trình được host bởi Malaika Arora cùng với ban giám khảo là Anusha Dandekar, Masaba Gupta, Milind Soman và Ujjwala Raut. Bulldog Media & Entertainment đã cấp giấy phép quyền định dạng từ CBS Television Distribution.

## Các mùa
| Mùa | Phát sóng            | Quán quân      | Á quân             | Các thí sinh theo thứ tự bị loại | Tổng số thí sinh |
| --- | -------------------- | -------------- | ------------------ | --- | ---------------- |
| 1   | 22 tháng 12 năm 2019 | Manila Pradhan | Priya Singh        | Anvita Dixit, Sakshi Shivdasani, Anushka Sharma, Anjali Schmuck, Renu Kujur, Eashita Bajwa, Yukti Thareja, Drisha More                                                                                    | 10               |
| 2   | 22 tháng 8 năm 2021  | Roshni Dada    | Eksha Hangma Subba | Joanne Fernandes & Kashish Ratnani & Monisha Sen & Palak Singhal & Pearl Seth, Siya Malasi, Anaika Nair, Nishi Bhardwaj, Jayshree Roy, Muna Gauchan, Diksha Thapa, Thomsina D’Mello, Swapna Priyadarshini | 15               |

## Các thí sinh

### Mùa 1
| Thí sinh          | Tuổi | Chiều cao          | Quê quán     | Bị loại ở | Hạng |
| ----------------- | ---- | ------------------ | ------------ | --------- | ---- |
| Anvita Dixit      | 23   | 1,73 m (5 ft 8 in) | Mumbai       | Tập 9     | 10   |
| Sakshi Shivdasani | 22   | 1,73 m (5 ft 8 in) | Mumbai       | Tập 9     | 9    |
| Anushka Sharma    | 23   | 1,70 m (5 ft 7 in) | Singapore    | Tập 9     | 8    |
| Anjali Schmuck    | 24   | 1,73 m (5 ft 8 in) | Bengaluru    | Tập 10    | 7    |
| Renu Kujur        | 34   | 1,70 m (5 ft 7 in) | Chhattisgarh | Tập 11    | 6    |
| Eashita Bajwa     | 21   | 1,73 m (5 ft 8 in) | Bengaluru    | Tập 12    | 5    |
| Yukti Thareja     | 19   | 1,68 m (5 ft 6 in) | Karnal       | Tập 13    | 4    |
| Drisha More       | 26   | 1,70 m (5 ft 7 in) | Chalisgaon   | Tập 14    | 3    |
| Priya Singh       | 24   | 1,70 m (5 ft 7 in) | Bulandshahr  | Tập 14    | 2    |
| Manila Pradhan    | 24   | 1,68 m (5 ft 6 in) | Namchi       | Tập 14    | 1    |

### Mùa 2
| Thí sinh             | Tuổi | Chiều cao              | Quê quán          | Bị loại ở | Hạng  |
| -------------------- | ---- | ---------------------- | ----------------- | --------- | ----- |
| Joanne Fernandez     | 19   | 1,72 m (5 ft 7+1⁄2 in) | Mumbai            | Tập 2     | 15-11 |
| Kashish Ratnani      | 19   | 1,69 m (5 ft 6+1⁄2 in) | Mumbai            | Tập 2     | 15-11 |
| Monisha Sen          | 23   | 1,75 m (5 ft 9 in)     | Kolkata           | Tập 2     | 15-11 |
| Palak Singhal        | 24   | 1,68 m (5 ft 6 in)     | Gurgaon           | Tập 2     | 15-11 |
| Pearl Seth           | 25   | 1,73 m (5 ft 8 in)     | Mumbai            | Tập 2     | 15-11 |
| Siya Malasi          | 24   | 1,70 m (5 ft 7 in)     | Uttar Pradesh     | Tập 3     | 10    |
| Anaika Nair          | 24   | 1,68 m (5 ft 6 in)     | Mumbai            | Tập 4     | 9     |
| Nishi Bhardwaj       | 26   | 1,69 m (5 ft 6+1⁄2 in) | Delhi             | Tập 6     | 8     |
| Jayshree Roy         | 21   | 1,70 m (5 ft 7 in)     | Mumbai            | Tập 7     | 7     |
| Muna Gauchan         | 23   | 1,68 m (5 ft 6 in)     | Kathmandu, Nepal  | Tập 7     | 6     |
| Diksha Thapa         | 23   | 1,74 m (5 ft 8+1⁄2 in) | Dehradun          | Tập 8     | 5     |
| Thomsina D’Mello     | 20   | 1,73 m (5 ft 8 in)     | Mumbai            | Tập 9     | 4     |
| Swapna Priyadarshini | 19   | 1,75 m (5 ft 9 in)     | Odisha            | Tập 10    | 3     |
| Eksha Hangma Subba   | 21   | 1,68 m (5 ft 6 in)     | Sikkim            | Tập 10    | 2     |
| Roshni Dada          | 22   | 1,70 m (5 ft 7 in)     | Arunachal Pradesh | Tập 10    | 1     |